# Uraz
Uraz [pronunciación en polaco: /ˈuras/] es un pueblo en el distrito administrativo de Gmina Złocieniec, dentro del Distrito de Drawsko, Voivodato de Pomerania Occidental, en el noroeste de Polonia. Se encuentra a unos 16 kilómetros al noreste de Złocieniec, 26 kilómetros al noreste de Drawsko Pomorskie, y 107 kilómetros al este de la capital regional, Szczecin.
Antes de 1772 el área era parte del Reino de Polonia,  entre 1772 y 1945 de Prusia y Alemania. Para más información sobre su historia, véase Distrito de Wałcz.
El pueblo tiene una población de 10 habitantes.